# Bušević
Bušević (en serbe cyrillique, Бушевић) est un village situé dans le comitat de Lika-Senj, en Croatie. Le village est habité par des Serbes et comptait 2 habitants au recensement de 2001.
| Population | Population | Population | Population | Population | Population | Population | Population | Population | Population | Population | Population | Population | Population | Population |
| ---------- | ---------- | ---------- | ---------- | ---------- | ---------- | ---------- | ---------- | ---------- | ---------- | ---------- | ---------- | ---------- | ---------- | ---------- |
| 1857       | 1869       | 1880       | 1890       | 1900       | 1910       | 1921       | 1931       | 1948       | 1953       | 1961       | 1971       | 1981       | 1991       | 2001       |
| 200        | 241        | 225        | 286        | 391        | 499        | 491        | 491        | 332        | 331        | 297        | 255        | 196        | 120        | 2          |